# آندری مارکوف
آندری آندریویچ مارکوف (روسی: Андре́й Андре́евич Ма́рков؛ زاده ۱۴ ژوئن ۱۸۵۶ – درگذشته ۲۰ ژوئیهٔ ۱۹۲۲) ریاضی‌دان اهل روسیه در زمینه نظریه احتمالات بود.
در ابتدا تمرکزش بر روی نظریه اعداد بود و بعداً توجهش به نظریه احتمالات جلب شد و تا پس از بازنشستگی و تا آخر عمر مشغول به تدریس بود. از دستاوردهای وی تدوین قانون اعداد بزرگ وقضیه حد مرکزی جهت کاربرد در دنباله‌های معینی از متغیرهای تصادفی وابسته بود که بعدها به عنوان زنجیره مارکوف شناخته شد. از زنجیره مارکوف در بسیاری از علوم از جمله فیزیک، اقتصاد، آمار، زیست‌شناسی استفاده می‌شود و مسائلی مانند حرکت براونی، گشت تصادفی و پیج‌رنک از مشهورترین موارد کاربردهای زنجیره مارکوف هستند.
وی به خاطر کارش در فرآیندهای تصادفی مشهور است. موضوع اصلی تحقیقات او بعدها به عنوان زنجیره مارکوف و فرایند مارکوف شناخته شد.
مارکوف و برادر کوچک‌ترش، ولادیمیر مارکوف (۱۸۷۱–۱۸۹۷)، نابرابری برادران مارکوف را ثابت کردند. پسرش آندری مارکوف کوچک (۱۹۰۳–۱۹۷۹) نیز یک ریاضیدان برجسته بود که به برساختگی و نظریه توابع بازگشتی کمک می‌کرد.

## زندگی‌نامه
آندره مارکوف در ۱۴ ژوئن ۱۸۵۶ در روسیه متولد شد. او به دستور زبان پترزبورگ، جایی که در آنجا به عنوان یک دانش‌آموز یاغی توسط تعدادی از معلمان انتخاب شده‌بود، شرکت کرد. او در رشته دانشگاهی خود در بسیاری از موضوعات به جز ریاضیات خیلی ضعیف عمل کرد. بعداً در دانشگاه پترزبورگ تحصیل کرد؛ او تحصیلاتش را در دانشگاه به پایان رساند و بعدها از وی درخواست شد به عنوان یک ریاضیدان مشغول به کار شود. بعدها در دبیرستان تدریس کرد و مطالعات ریاضی خود را ادامه داد. در این زمان برای مهارت‌های ریاضی خود یک کاربرد عملی پیدا کرد و به این نتیجه رسید که می‌تواند از زنجیر برای مدلسازی حروف صدادار و بی‌صدا در ادبیات روسی استفاده کند. وی در سن ۶۶ سالگی در ۲۰ ژوییه ۱۹۲۲ درگذشت.

## طی زمان
در سال ۱۸۷۷ مدال طلا برای راه حل برجسته حل مسئله به وی اهدا شد. سال بعد در آزمون‌های نامزدی برای استادی قبول شد و در دانشگاه ماند تا برای سمت استادیاری آماده شود. در آوریل ۱۸۸۰، مارکوف از رساله فوق لیسانسش در «اشکال مربع دودویی با تعریف مثبت» دفاع کرد که مورد تشویق قرار گرفت. چهار سال بعد در سال ۱۸۸۴، از تز دکترای خود با عنوان «کاربرد خاص جبری بخش متوالی» دفاع کرد.
شغل استادی او پس از دفاع از پایان‌نامه کارشناسی‌ارشد در پاییز سال ۱۸۸۰ آغاز شد. وی در زمینه دیفرانسیل و انتگرال به تدریس پرداخت. بعدها به‌طور متناوب دربارهٔ «معرفی تحلیل»، نظریه احتمال و ریاضیات تفاوت‌ها تدریس کرد. از ۱۸۹۵ تا ۱۹۰۵ نیز محاسبات دیفرانسیل را تدریس کرد.